# Ларго (Флорида)
Вижте пояснителната страница за други значения на Ларго.
Ларго (на английски: Largo) е град в щата Флорида, САЩ.
Има население от 71 704 жители (2004) и обща площ от около 44 кв. км (17 кв. мили). На север от Ларго е разположен град Клиъруотър.
Придобива статут на град през 1905 г.